# Naznaczony: Czerwone drzwi
Naznaczony: Czerwone drzwi (ang. Insidious: The Red Door) – amerykański horror z 2023 roku w reżyserii Patricka Wilsona. Piąta część serii Naznaczony. W głównych rolach wystąpili Ty Simpkins, Patrick Wilson oraz Rose Byrne. Film miał premierę 5 lipca 2023 roku.

## Fabuła
Lata od wydarzeń z pierwszej części serii Dalton Lambert podejmuję naukę w collage'u z dala od domu. Tam przychodzi mu zmierzyć się z mroczną przeszłością swojej rodziny, w czym swój udział ma także jego ojciec, Josh. Razem stawiają 
czoła zagrożeniu, który znajduje się za tytułowymi czerwonymi drzwiami.

## Obsada
- Ty Simpkins jako Dalton Lambert
- Patrick Wilson jako Josh Lambert
- Rose Byrne jako Renai Lambert
- Sinclair Daniel jako Chris Winslow
- Hiam Abbass jako profesor Armagan
- Andrew Astor jako Foster Lambert
- Juliana Davies jako Kali Lambert
- Steve Coulter jako Carl
- Peter Dager jako Nick
- Justin Sturgis jako Alec Anderson
- Joseph Bishara jako demon z czerwonymi ustami
- Lin Shaye jako Elise Rainier
- Logan Wilson jako Paige[1]

## Produkcja
Zdjęcia do filmu kręcono w miejscowościach Morristown i Madison w stanie New Jersey oraz w Atlancie w stanie Georgia w Stanach Zjednoczonych.

## Odbiór

### Box Office
Budżet filmu jest szacowany na 16 milionów dolarów. W Stanach Zjednoczonych film zarobił 82,1 mln USD. W innych krajach przychody wyniosły 106,6 mln, a łączny przychód ze sprzedaży biletów około 188,7 miliona dolarów.

### Reakcja krytyków
Film spotkał się z negatywną reakcją krytyków. W agregatorze recenzji Rotten Tomatoes 38% z 113 recenzji uznano za pozytywne, a średnia ocen wyniosła 5 na 10. Z kolei w agregatorze Metacritic średnia ważona ocen z 23 recenzji wyniosła 45 punktów na 100.